# Harald Mors
Otto-Harald Mors, né à Alexandrie le 18 novembre 1910 et mort à Berg le 11 février 2001, est un militaire allemand.

## Biographie
Il commande avec Otto Skorzeny l'opération Eiche pour la libération de Benito Mussolini au Gran Sasso.